# الحارثیه
الحارثیه (به عربی: عین الحارثیة) یک منطقهٔ مسکونی در عربستان سعودی است که در استان مدینه واقع شده‌است.